# Al-Yazira al-Jadra
Al-Ŷazira al-Jadra (árabe الجزيرة الخضراء al-ŷazīratu l-ḫaḍrāʔ 'la isla verde') fue una ciudad de al-Ándalus correspondiente a la actual ciudad de Algeciras. La ciudad de Al-Yazira fue fundada en 711 y destruida en 1379, permaneciendo en ruinas y escasamente habitada al menos hasta 1704. El gentilicio para los habitantes de la ciudad era indistintamente al-yazirí (el de la isla o isleño) o al-jadrawí (el de La Verde), siendo ambos muy utilizados por artistas de la época.

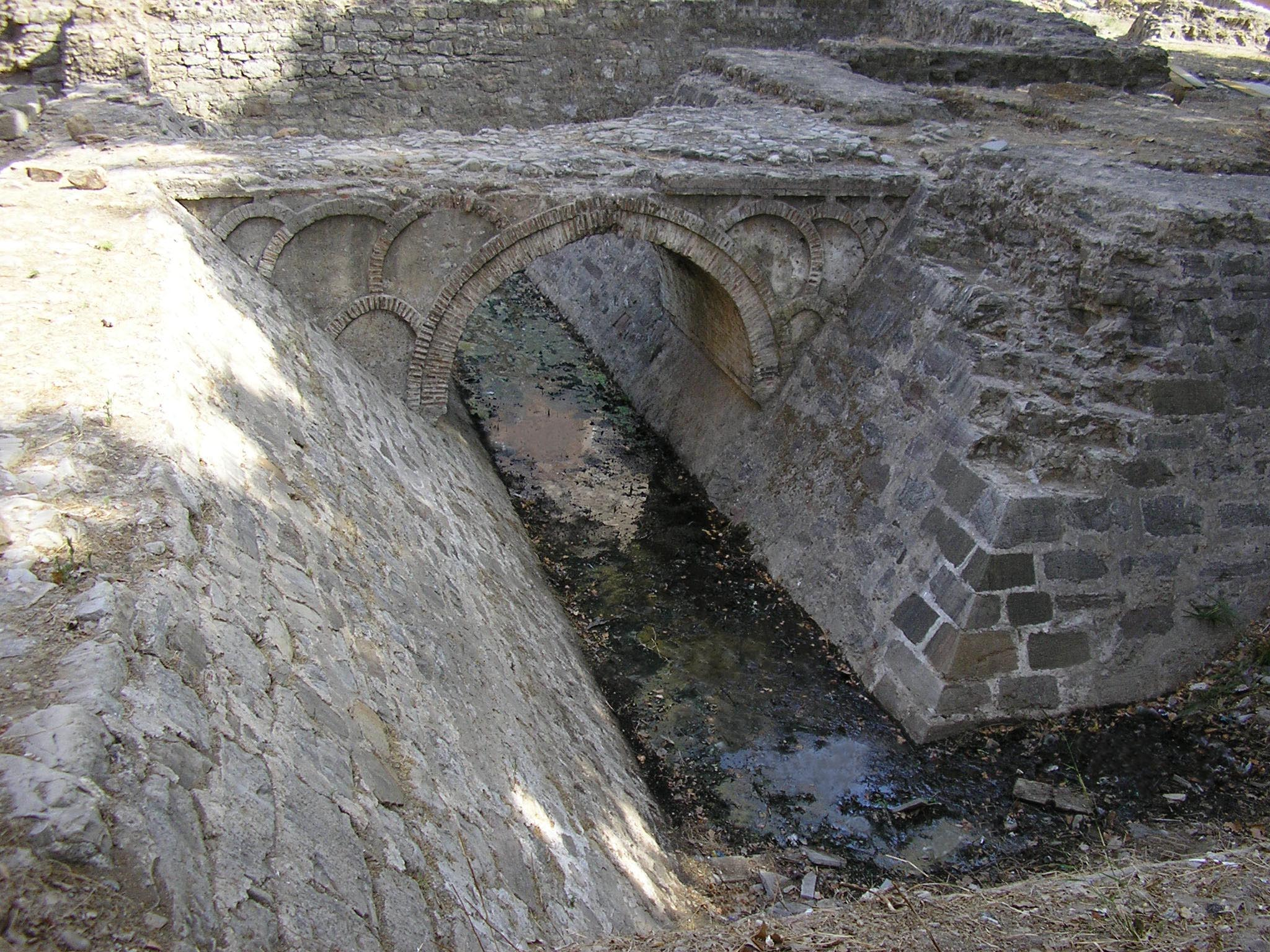
Puente sobre el foso en el recinto septentrional

Se fundó sobre las ruinas de la antigua ciudad romana de Iulia Traducta. Las tropas de Tarik, tras desembarcar en Gibraltar y tomar Carteia, desembarcaron en una pequeña isla al oeste de la Bahía de Algeciras y allí establecieron su base provisional. Pronto tuvieron que abandonar el lugar para enfrentarse a las tropas visigodas del Rey Rodrigo; en la isla quedó un pequeño destacamento y la favorita de Tarik, Umm Hakim, que dio nombre al lugar, Yazirat Umm Hakim, o la isla de Umm Hakim. Tras la Batalla de Guadalete, las tropas árabes continuaron la conquista de la península, y la pequeña base provisional de la isla se trasladó a la costa, donde se creó una verdadera ciudad llamada Al-Ŷazira al-Jadra (الجزيرة الخضراء) la isla verde o la península verde. Se desconoce si este nombre se refiere también a la isla de Umm Hakim o hace referencia a la pequeña península que se formaba en tierra en el último meandro del Río de la Miel. Las fuentes castellanas se refieren a ella con varios nombres resultantes de la transliteración del término árabe; así, aparece escrito como Alxezira, Algezira Taladra, Gezira y Las Algeciras. Este último nombre, en plural, es el más usado en los últimos años de existencia de la ciudad debido a que en aquella época había dos recintos amurallados diferentes. 

## La identificación de los recintos

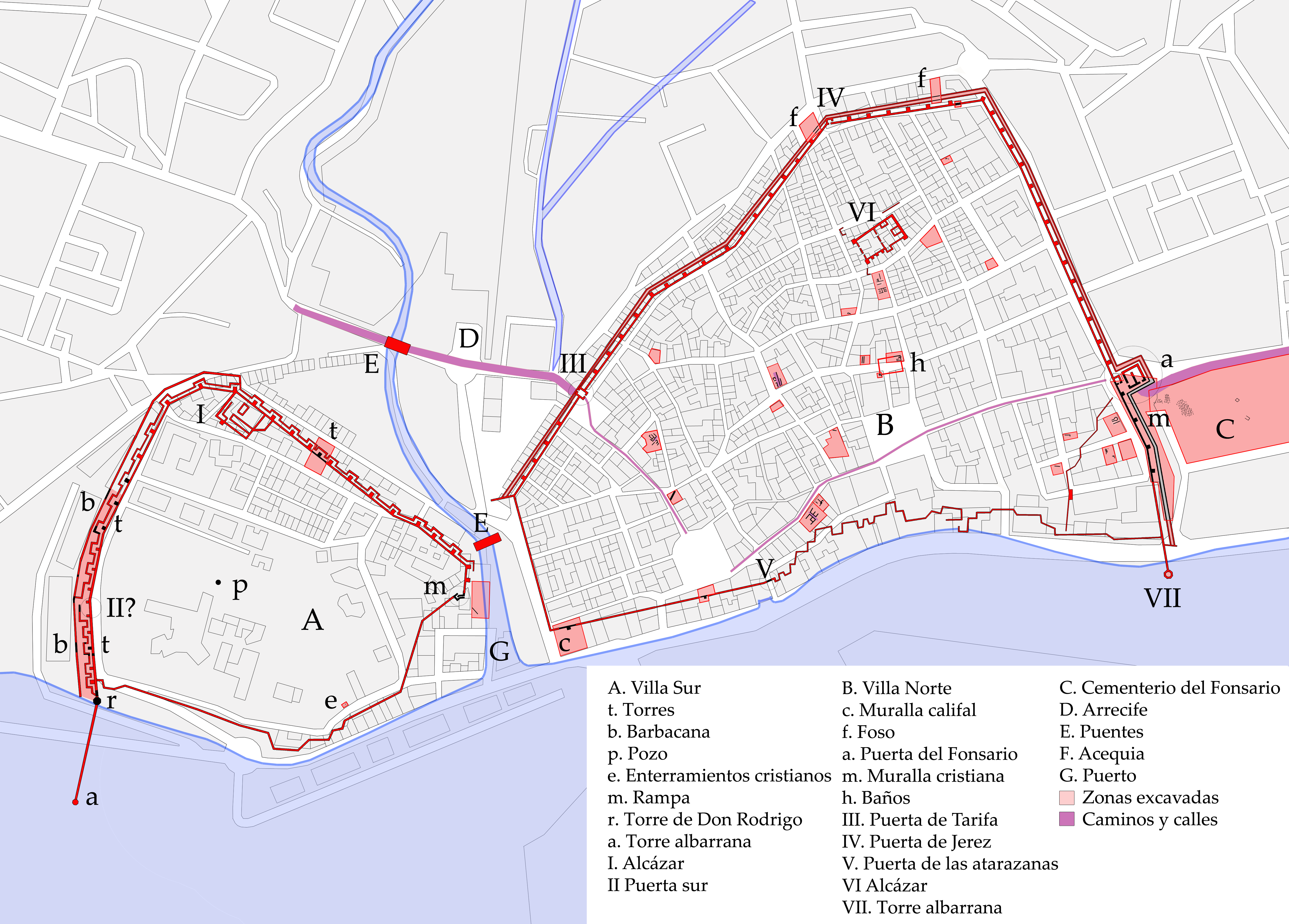
Plano con los principales yacimientos medievales de la localidad.

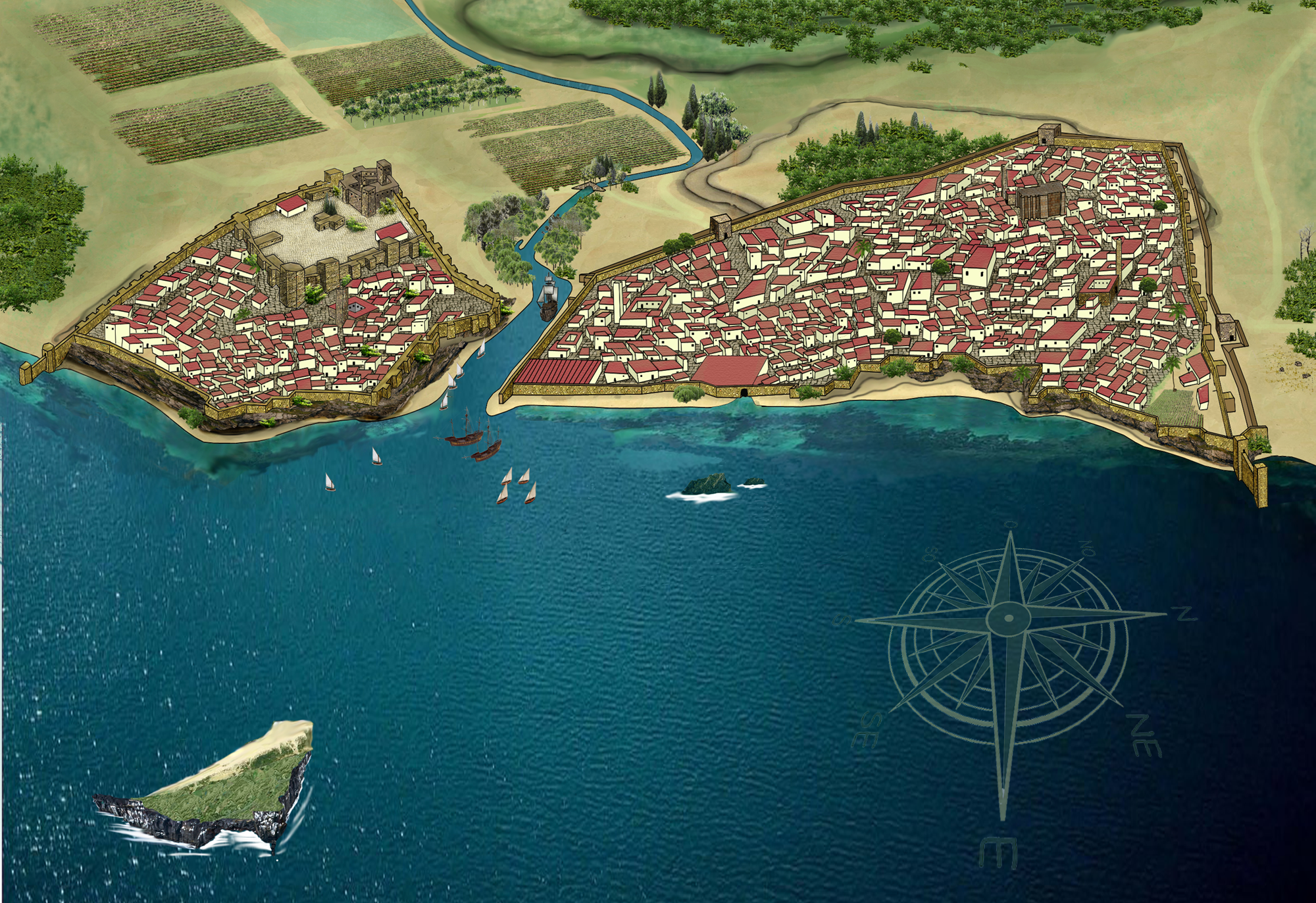
Recreación ideal de la ciudad de Al-Yazira al-Jadra en el.

La ciudad de Al-Yazira al-Jadra tuvo en sus últimos años de existencia dos recintos o villas separados por el río de la Miel. Las fuentes de la época (por ejemplo la Crónica de Alfonso XI) llaman a los recintos Villa Vieja o Al-Medina y Villa Nueva o Al-Binya, aunque las crónicas son generosas en cuanto a la descripción de las villas en ningún momento las sitúan a un lado u otro del río, por esta razón existe hoy día controversia al respecto.
Existen dos teorías opuestas que pretenden situar las villas de la ciudad respecto a las actuales Villa Vieja y Villa Nueva: La teoría clásica desarrollada desde el principio de la refundación de la ciudad sitúa a la Villa Vieja en el recinto sur. Esta tesis mantenida por Jorge Próspero de Verboom, Emilio Santacana y Mensayas, Manuel Pérez-Petinto, Cristóbal Delgado Gómez y Antonio Torremocha entre otros, identifica el término Villa Vieja surgido en el siglo XVIII para nombrar la colina situada frente a la Isla Verde con el topónimo Villa Vieja de las fuentes antiguas. Según esta teoría, el recinto sur sería el primero en ser ocupado en 711 y el recinto norte sería el construido en 1285 por los Benimerines.
La propuesta alternativa, defendida por historiadores modernos (Rafael Jiménez-Camino y José María Tomassetti entre otros) sostiene que la Villa Vieja es el recinto norte. Aluden en sus tesis fundamentalmente a la descripción del cerco a la ciudad en 1344 por Alfonso Onceno, que se refiere a la Torre de los Adalides, situada al norte de la ciudad, y a otros puntos perfectamente identificados, como más cercanos a la Villa Vieja (por lo tanto el recinto norte). También aluden a la aparición de viviendas y construcciones anteriores al siglo XIII en el recinto norte, zona que según la teoría tradicional no debería estar poblada. La teoría clásica explica estos restos como parte de un arrabal extramuros. Aunque sea necesario realizar más excavaciones arqueológicas para poder crear un mapa, las fuentes clásicas nos permiten hacer una descripción bastante exacta de los dos recintos de la ciudad.

### Villa Vieja o Medina
Esta primera ciudad es la llamada Medina de la ciudad y fue construida en 711. En la medina se construyó prontamente una mezquita y un alcázar; junto al río se encontraba el puerto que sirvió como cabeza de puente en la llegada de las tropas que debían pasar de África a Europa. En un principio se piensa que la Villa Vieja pudo estar rodeada en su perímetro por parte de la muralla romana o bizantina, sin embargo, de existir ésta hubo de reconstruirse entre los años 852 y 886 en parte para evitar asaltos de los vikingos como el que tuvo lugar en 859 cuando se presentaron con 62 barcos frente a la ciudad, la asaltaron y destruyeron la mezquita. La muralla de la Villa Vieja poseía torres en todo su perímetro. Según se sabe en la Villa Vieja existían al menos dos mezquitas, la Mezquita Aljama y la Mezquita de las Banderas, un alcázar fortificado y unas atarazanas.

### Villa Nueva o Al-Binya
En el año 1279 el rey de Castilla Alfonso X ataca la Medina desde una colina cercana, al otro lado del río de la Miel. La ciudad resiste bien los ataques, pero el rey meriní comprende que desde ese lugar se podía hacer mucho daño a la ciudad y decide edificar en ella una nueva ciudad fortificada, donde ya de paso podía construir su residencia (hasta el momento debía residir en la casa del gobernador de la ciudad cuando pasaba el Estrecho). Las fuentes hablan de altas torres y puertas, una alcazaba y zonas de cuarteles para los ejércitos que pasaban a la península ibérica para hacer la Guerra Santa.

## Restos Arqueológicos

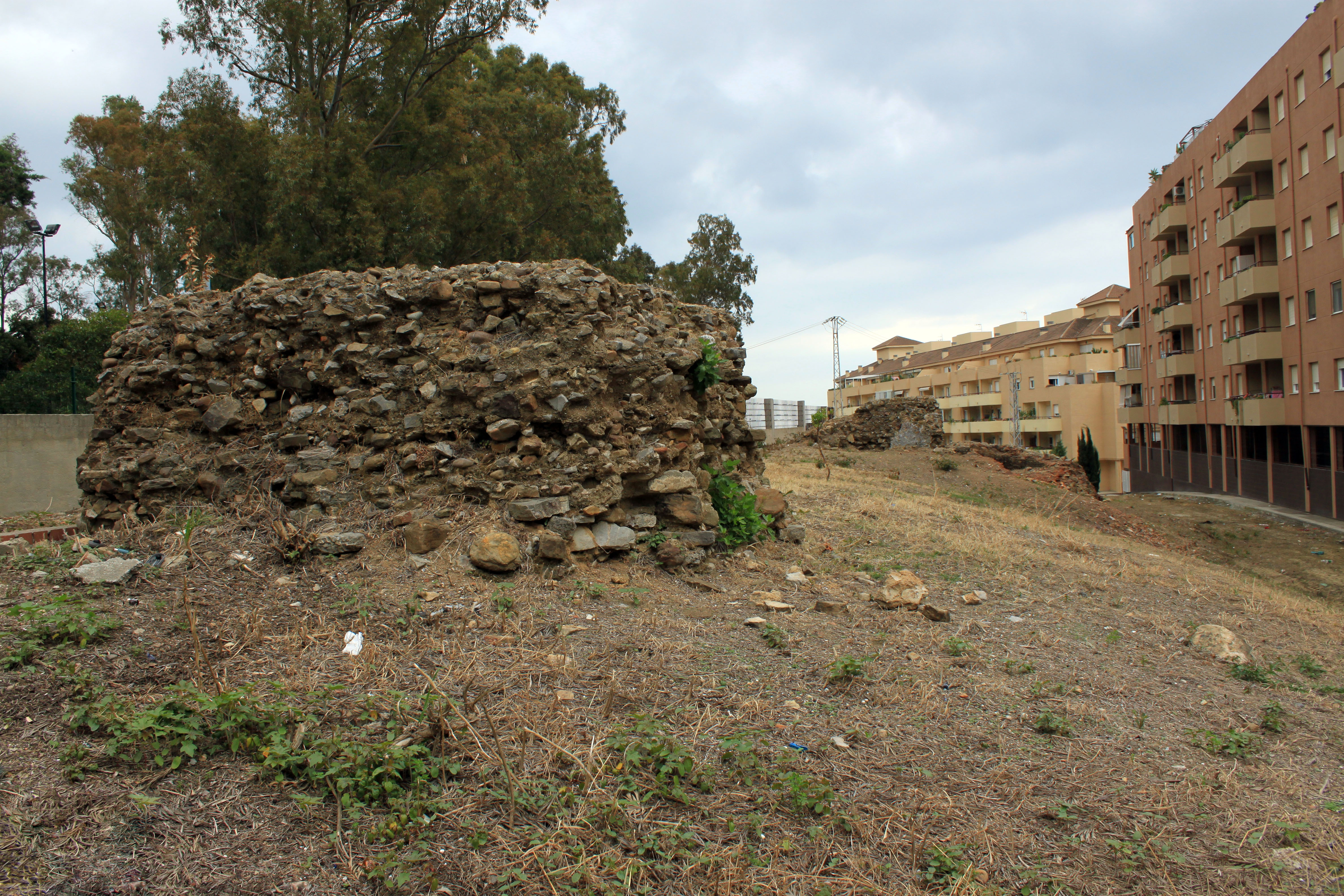
Recinto sur: torres de la muralla de la Villa sur en la Huerta del Carmen.

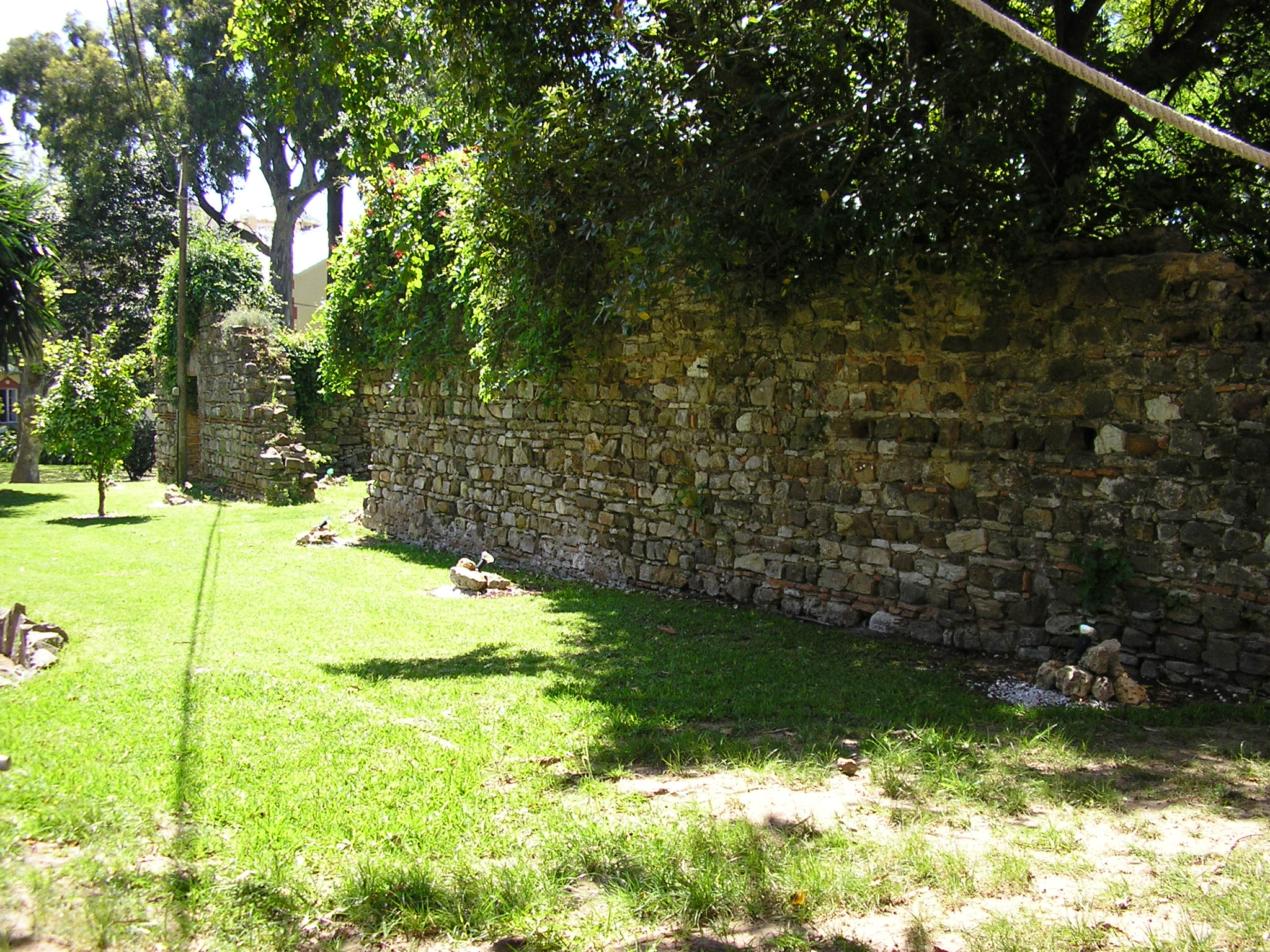
Recinto sur: restos de la mezquita situados en el interior del Hotel Cristina

Como se ha dicho resulta hoy día difícil identificar los recintos actuales con las fuentes. Las excavaciones arqueológicas realizadas en la ciudad han dado como resultado la aparición de diversos edificios y estructuras de notable interés.

### Restos arqueológicos en el recinto sur

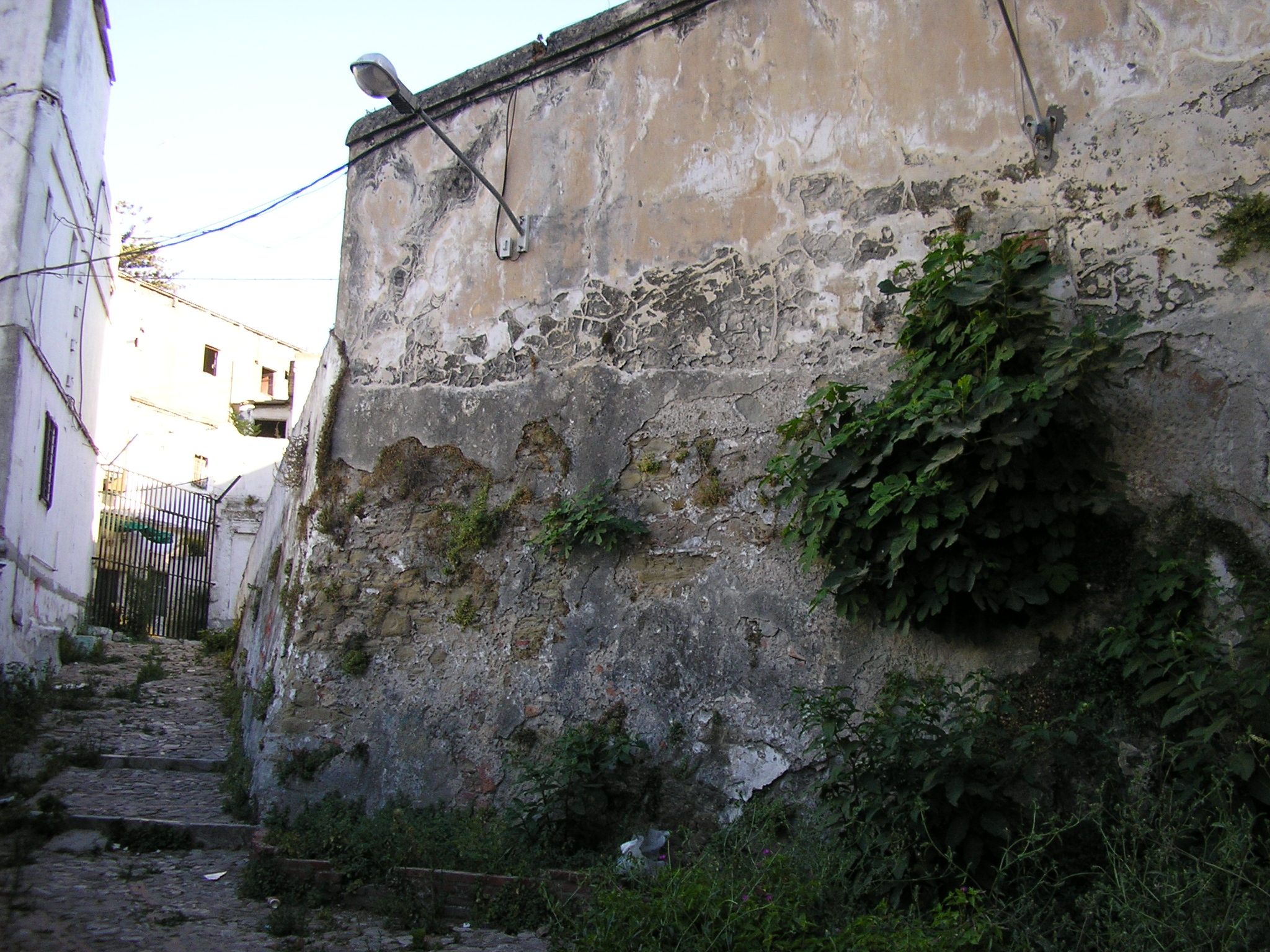
Recinto sur: en el Patio del Coral se conserva la rampa de una de las puertas de acceso de la ciudad al Río de la Miel.

Los restos arqueológicos de época islámica son escasos debido a que en esta zona de la ciudad se producen pocas obras que permitan realizar las catas necesarias. La mayor parte de los restos aparecidos corresponden al periodo romano, de este modo destaca la factorías de salazones de la calle San Nicolás donde, curiosamente no existía estrato medieval, otras excavaciones de la zona han dado lugar a la aparición de un cementerio romano-bizantino; a priori todo esto induce a pensar en un escaso poblamiento de la zona o quizás a estructuras con amplias zonas sin edificar, muy distantes de una medina poblada durante casi ochocientos años.
A pesar de lo dicho anteriormente en el recinto sur es posible hoy día observar la mayoría de las estructuras medievales que se han mantenido en pie, de ese modo se conserva parte de las torres de la muralla en la zona llamada huerta del Carmen, las torres poseen un núcleo de calicanto rodeado de hiladas de mampostería y se encuentran separadas 25 metros entre sí, el alzado actual de las torres alcanza en el mejor de los casos los dos metros de altura y su conservación es muy deficiente, mostrando únicamente el núcleo tras haber perdido el revestimiento en todo su perímetro. En el mismo lugar es posible observar también parte de la barbacana aunque es necesario realizar nuevas excavaciones para constatar su extensión y conservación.
En el interior del Hotel Reina Cristina, situado en el centro de la Villa, se encuentran los restos de lo que los expertos han identificado como la Mezquita aljama, poseía al menos tres naves de la que sólo se observa la central, los muros se han conservado a tramos y alcanzan una elevación de unos dos metros, se identifican puertas y parte de un arco de herradura. Junto a ella se encuentra el pozo del patio de abluciones, muy remodelado con los años.
Junto al río se encuentra el llamado Patio del Coral, el acceso a esa zona desde la Avenida Villanueva se lleva a cabo por dos rampas consecutivas que salvan el desnivel existente. Esas rampas y las estructuras murales adosadas a ellas son consideradas parte de una de las puertas de acceso al río desde la Villa del recinto sur, en las proximidades se encontraba el puerto medieval del estuario del río.
Hasta principios del siglo XX existía una torre Albarrana llamada Torre del Espolón que se continuaba con las torres antes descritas, esta torre penetraba en el mar unos metros y tenía como función impedir la entrada por la playa al recinto; fue destruida por una explosión a finales del siglo dieciocho ya que era utilizada como almacén de pólvora.

### Restos arqueológicos del recinto norte

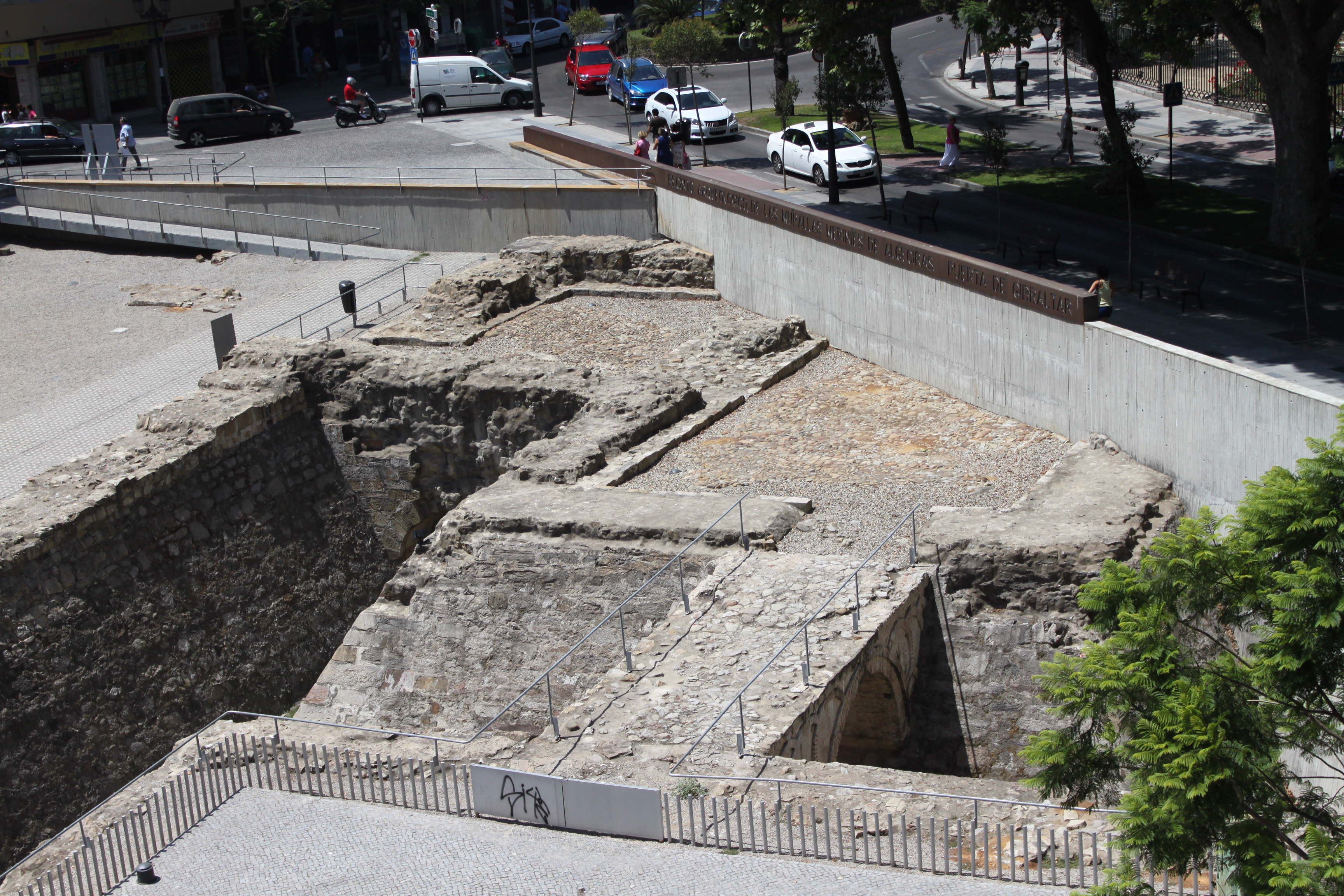
Recinto norte: puerta de Gibraltar, restos de la torre adelantada y foso.

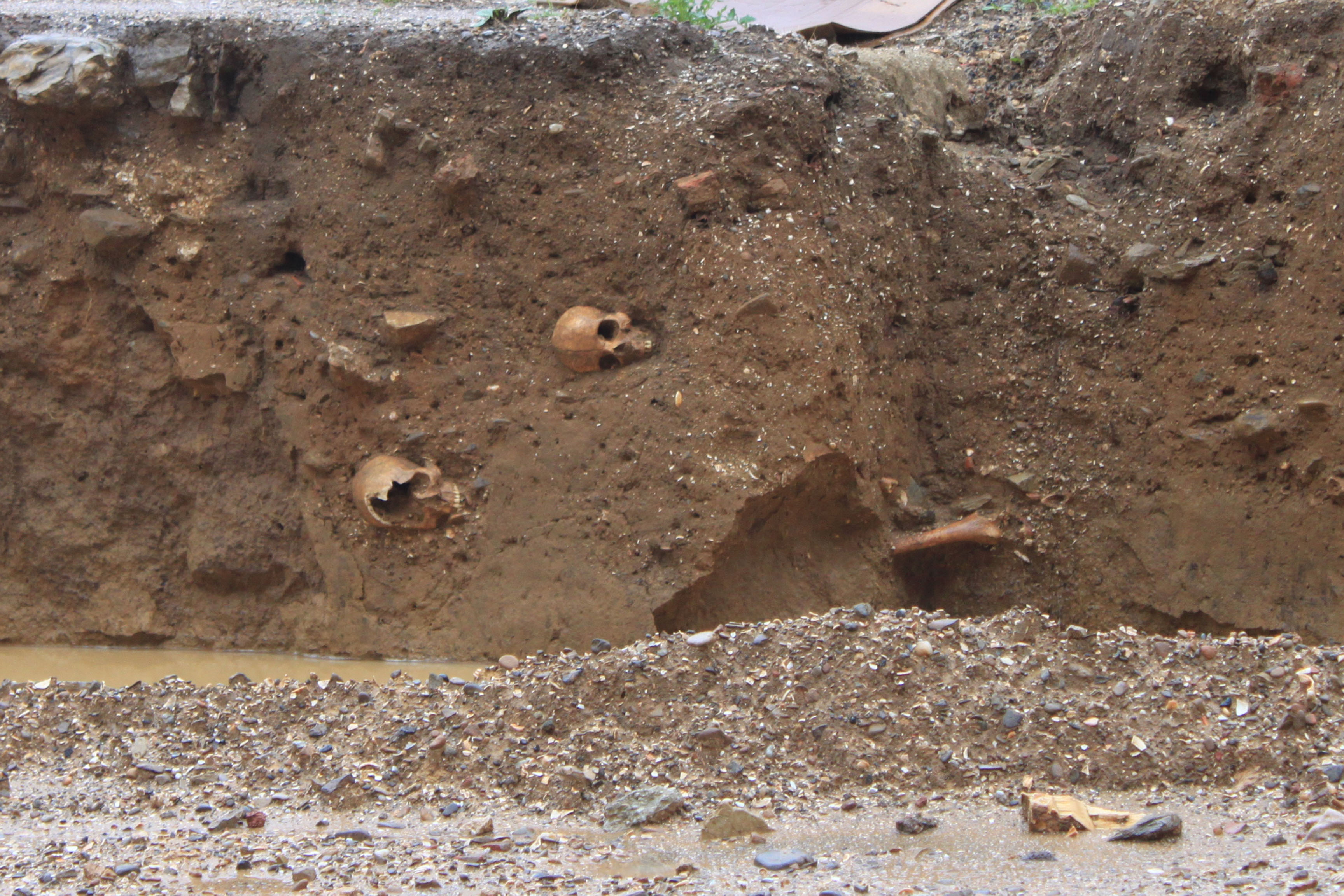
Recinto norte: cementerio situado frente a la Puerta de Gibraltar, llamado en las crónicas castellanas como del Fonsario.

Esta zona de la ciudad ha tenido un mayor número de excavaciones en los últimos años debido a que es el sector de mayor crecimiento. En 1997 aparecieron parte de las murallas en la prolongación de la Avenida Blas Infante; del yacimiento se conservan unos 150 metros de longitud de la muralla, cuatro torres, barbacana, foso y parte de una puerta monumental llamada Puerta de Gibraltar o Puerta del Fonsario, estos restos están siendo puestos en valor para ser convertidos en el llamado Parque Arqueológico de las murallas meriníes, en la misma zona aparece un cementerio islámico de notable extensión. La construcción de estas murallas demuestra un gran avance en las técnicas constructivas medievales, la presencia de canteros castellanos ha sido demostrada en las numerosas marcas de cantero presentes en los sillares de las torres, asimismo la excelente factura de estos sillares, los del foso y los de la puerta de Gibraltar han hecho que el sistema defensivo de la ciudad sea catalogado como uno de los más evolucionados del siglo XIII.
Al igual que ha ocurrido con la Avenida Blas Infante, el resto de las murallas de la antigua ciudad parecen encontrarse identificadas bajo otras avenidas de la ciudad, de ese modo se ha identificado que el trazado del foso se continúa con el resto de la Avenida Blas Infante, Teniente Farmacéutico Miranda, Carretera de Málaga para detenerse junto al río a la altura de la Capilla de la Alameda; estas vías utilizaron el foso colmatado de sedimentos como cimiento mientras que las casas que se encuentran a su lado reutilizaron la muralla para su construcción como se ha puesto de manifiesto en las excavaciones realizadas en El Secano durante 2003.
También en 1997 aparecieron en unas obras del centro de la ciudad parte de unos baños, concretamente las estructuras utilizadas para la conducción del agua y parte de una noria hidráulica en la Calle Rocha, estos restos fueron parcialmente trasladados al Parque María Cristina donde hoy pueden ser vistos. En la misma calle donde aparecieron estos baños se ha identificado un edificio de grandes dimensiones con muros amplios cuya función no se conoce pero que parece estar relacionado con los baños, quizá parte de ellos o un edificio accesorio. Estos restos han aparecido en el solar contiguo a los baños y tras la Iglesia de La Palma donde aún pueden ser observados.

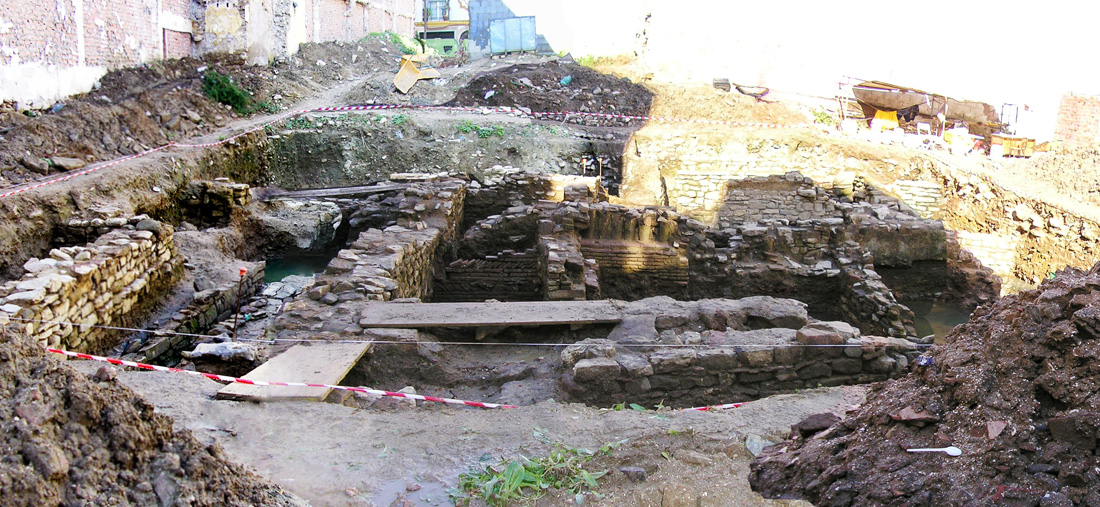
Recinto norte: excavaciones realizadas en la Calle Panadería durante 2006 con los restos de varias viviendas.

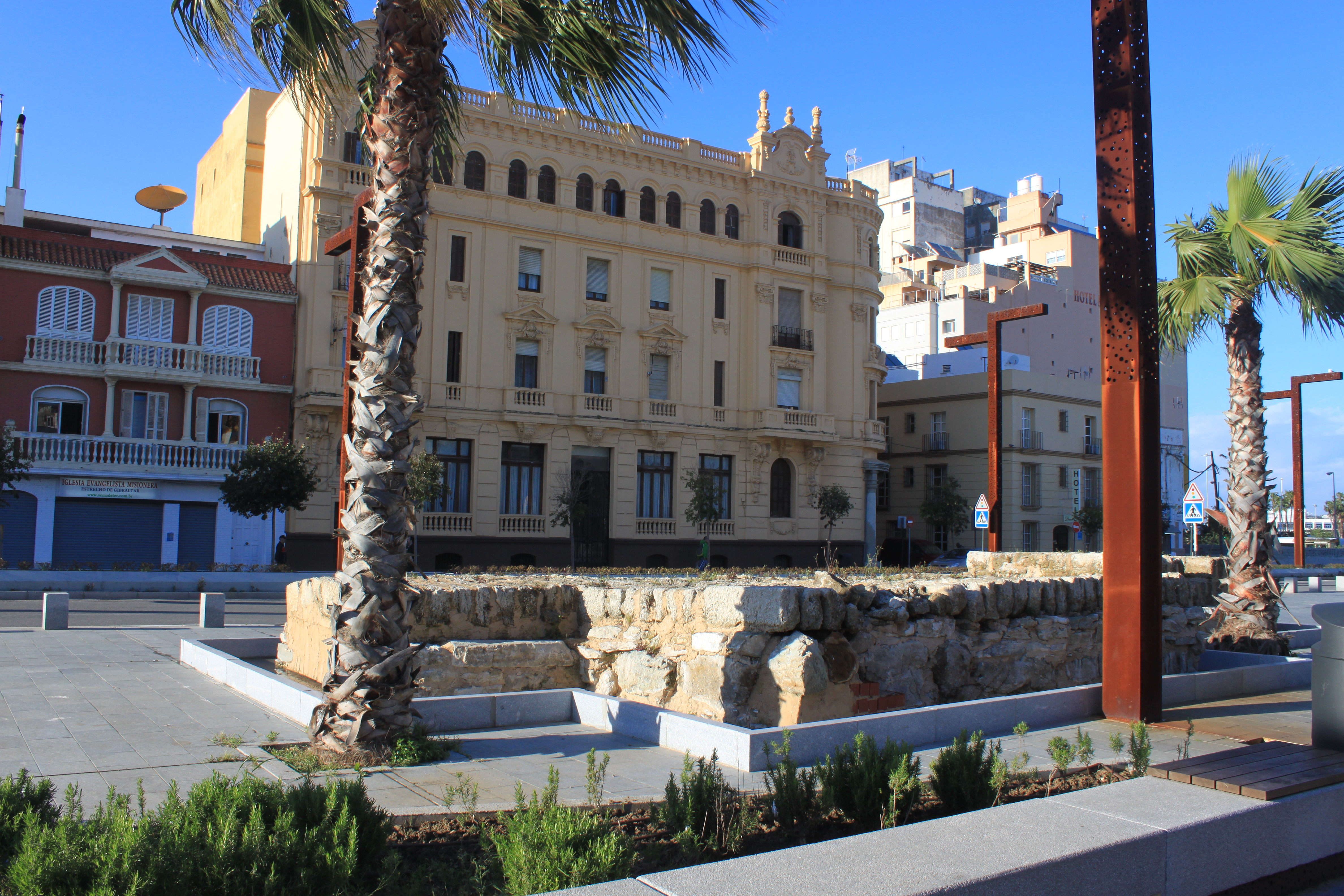
Recinto norte: restos de las atarazanas aparecidos en la Acera de la Marina y trasladados en 2014 al Paseo del río de la Miel.

Conforme se han realizado excavaciones en la ciudad durante los primeros años del siglo XXI, han ido apareciendo multitud de construcciones de diversa cronología, la mayor parte de ellas viviendas. Así las excavaciones realizadas durante 2006 en la calle Emilio Castelar, llamada Calle Panadería, puso al descubierto una amplia zona de edificaciones correspondientes al siglo XII al XIII con elementos arquitectónicos interesantes, como pinturas murales o azulejos que permitirán datar con mayor exactitud el yacimiento. Este complejo de viviendas se prolonga por calles adyacentes según pudo observarse en las excavaciones realizadas en la Calle Juan Morrison durante 2005. Otras excavaciones realizadas en zonas más periféricas de la Villa Nueva como la Calle Munición, Calle Baluarte o Buen Aire han deparado a los expertos resultados similares. En 2007 las excavaciones realizadas en la Acera de La Marina, junto al límite con el antiguo estuario del río sacaron a la luz parte de las atarazanas califales, donde se produjo el desembarco almorávide de 1086, identificadas por la técnica constructiva del arranque de una torre localizada en el solar.
Según los mapas del siglo XVIII, sobre todo aquellos realizados por Jorge Próspero de Verboom, en la zona del recinto norte llamado Cerro de Matagorda, donde hoy se sitúa el barrio de san Isidro, existían restos de un castillo y una mezquita reutilizada en capilla; es conocido que ya en aquella época este castillo se encontraba en ruina por lo que no pasó demasiado tiempo hasta que las nuevas construcciones de la renacida ciudad acabaron por hacerlo desaparecer. Aún con esto algunos investigadores creen que la planta del edificio puede encontrarse fosilizada en el callejero actual ya que es bien conocida la costumbre de edificar reutilizando muros anteriores y la llamada ley de conservación del plano que nos indica que el trazado de ciudades antiguas suele mantenerse en las modernas. Así se plantea la posibilidad de que la actual Plaza de San Isidro corresponda con el Arenal o el patio de armas de la fortaleza y que varias de las casas de la zona poséan aún en su interior muros del castillo.